# Fernando Gualtieri
Fernando Gualtieri (Longlaville, 1º dicembre 1919 – Parigi, 10 gennaio 2024) è stato un pittore e calciatore italiano, di ruolo attaccante.

## Biografia
È nato in Francia da genitori italiani (il padre Secondo era originario di San Carlo di Cesena e la madre Elena di Talamello), dove il papà minatore aveva trovato lavoro. All'età di 4 anni va a vivere con la nonna materna a Viserba. A Rimini completerà gli studi. Già da bambino, la maestra nota in lui particolari doti nel disegno, ma l'immediato futuro gli riserva ben altro. Cresce nelle difficoltà economiche, aiuta lo zio sui mercati della Romagna, inizia a giocare a calcio e continua a disegnare: soprattutto riproduce ritratti di persone care e di attori di cinema. Ma arriva la guerra e viene chiamato a combattere nel Regio Esercito Italiano. In Jugoslavia, grazie alle sue capacità di usare la matita, evita la prima linea e viene mandato a disegnare mappe militari. In seguito all'armistizio dell'8 settembre 1943, il suo reparto viene fatto prigioniero dai tedeschi ed avviato verso la ferrovia, con probabile meta la Polonia o la Germania nei campi di concentramento. Si salva miracolosamente dalla deportazione e riesce a rientrare altrettanto rocambolescamente a Viserba, dove ancora vi erano i tedeschi e i bombardamenti degli anglo-americani. A casa tutti i suoi disegni e i ricordi del passato erano spariti. I famigliari non c'erano più. Erano sfollati chi a San Marino chi a Talamello. Fernando li raggiunge a Talamello. Finita la guerra torna la passione del calcio, mentre l'inaspettata carriera da pittore inizia per caso nel 1950 a Parigi.
Dal 1982 è cittadino onorario del Comune di Talamello, in provincia di Rimini.
Si è spento il 10 gennaio 2024 nella sua casa di Parigi, all'età di 104 anni.

## Carriera

### Calciatore
Giocava come ala.
Nella stagione 1940-1941 ha giocato una partita in Serie C con il Rimini; nella stagione 1945-1946 ha giocato in Divisione Nazionale con l'Anconitana, disputando 5 partite e segnando anche un gol, il 10 marzo 1946 al 9' del primo tempo, risultando decisivo per la vittoria per 1-0 della sua squadra contro la Lazio. In seguito ha giocato anche nel Riccione in Serie C e nel Bologna in Serie A.

### Pittore
Nel dopoguerra si trasferisce nuovamente in Francia, dove nel 1950 frequenta per un breve periodo l'Accadémie de la Grande Chaumière, per poi iniziare a lavorare come pittore, esponendo le sue opere in musei di vari continenti (al Petroleum Club di Calgary, in Cina, in Giappone, negli Stati Uniti, alla Bond Street Gallery di Londra, alla Galerie Bernheim Jeune, alla Galerie Vendome ed alla Galerie Weil di Parigi, alla Galleria La Clessidra di Milano).